# Prokocim (gmina)

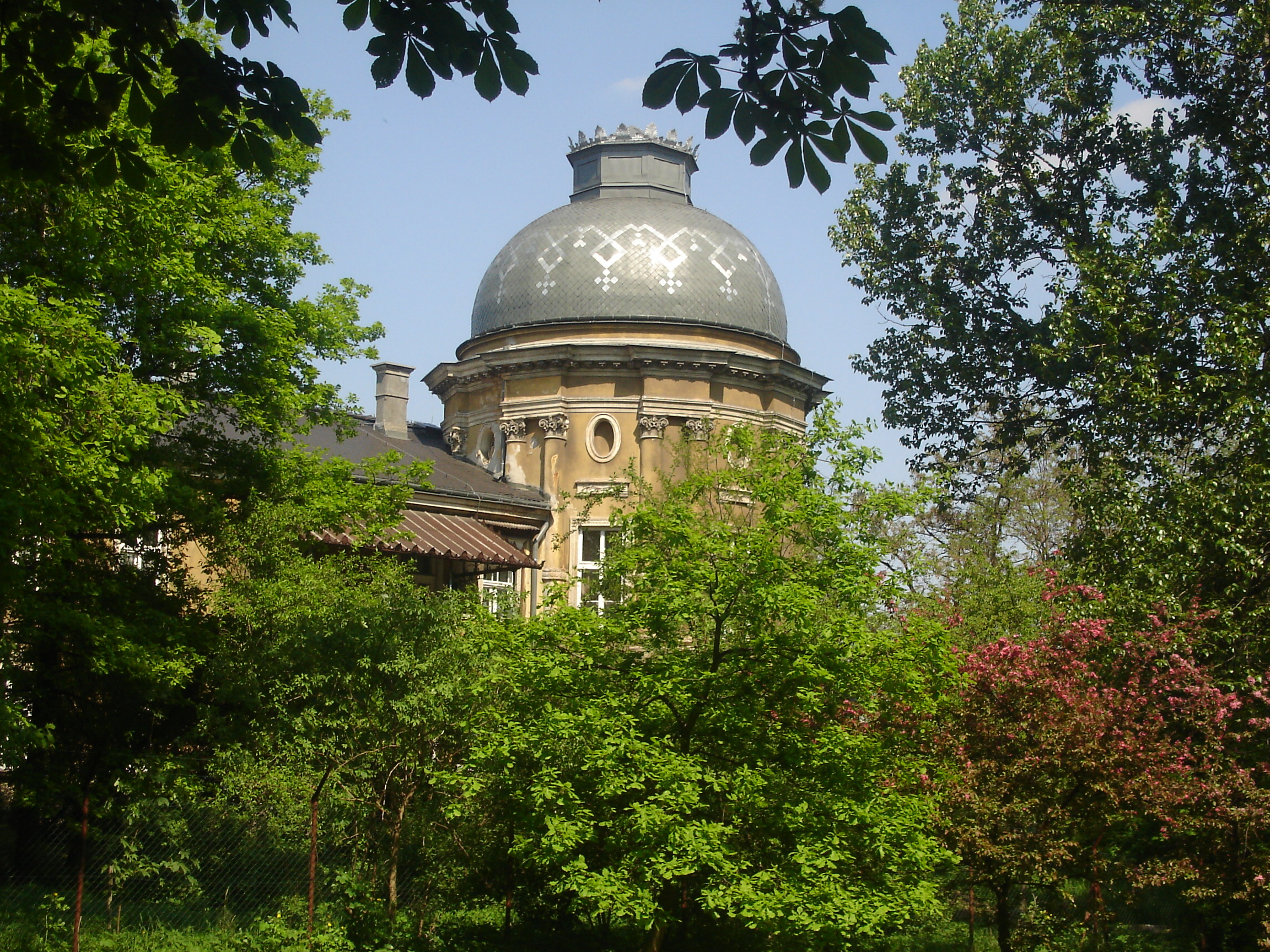
Pałac w Prokocimiu

Prokocim – dawna gmina wiejska istniejąca w latach 1934–1941 w woj. krakowskim (dzisiejsze woj. małopolskie). Siedzibą władz gminy był Prokocim (obecnie część dzielnicy Bieżanów-Prokocim w Krakowie).
Gmina zbiorowa Prokocim została utworzona 1 sierpnia 1934 roku w powiecie krakowskim w woj. krakowskim z dotychczasowej jednostkowej gminy wiejskiej Prokocim. Składała się z jednej miejscowości, przez co nie została podzielona na gromady.
1 czerwca 1941, podczas okupacji hitlerowskiej, gmina została zniesiona, wchodząc w skład Krakowa; włączenie do Krakowa administracja polska zatwierdziła dopiero 18 stycznia 1948, z mocą obowiązującą wstecz od 18 stycznia 1945.